# جوزپه روتونو
جوزپه روتونو (به ایتالیایی: Giuseppe Rotunno) (زادهٔ ۱۹ مارس ۱۹۲۳ – درگذشتهٔ ۷ فوریهٔ ۲۰۲۱) فیلمبردار ایتالیایی بود.

## زندگی‌نامه
در بین بزرگترین فیلمبرداران بین‌المللی در حرفه خود در تحقق شاهکارهای بزرگ سینما و برای مدت طولانی در میان نامهایی مانند لوکینو ویسکونتی و فدریکو فلینی حضور داشته‌است. و این شدت کاری در خارج از ایتالیا نیز مانند ایالات متحده در کارهای او مشهود است.

در میان جوایز بیشمار در زندگی حرفه‌ای او می‌توان به هفت فقره روبان نقره‌ای برای بهترین عکس، دو جایزه دیوید دوناتلو برای بهترین فیلمبرداری و یک نامزدی اسکار برای بهترین فیلمبرداری برای فیلم All about Jazz در سال ۱۹۸۰اثر باب فوس و همچنین برنده شدن جایزه بریتانیایی بفتا اشاره کرد. و نامزدی دیگری در بفتا برای فیلم کازانووای فلینی در سال ۱۹۷۶ بود.

او طی سالیان بسیاری دوره‌های عکاسی مؤسسه فیلم ملی در مرکز فیلم‌برداری تجربی را اداره می‌کرد.
از سال ۲۰۰۹ جشنواره فیلم باری جایزه‌ای با عنوان جوزپه روتونو برای بهترین فیلمبرداری بین فیلم‌های جشنواره اختصاص داده‌است.

## بخشی از فیلم‌شناسی
- توسکا (۱۹۵۶)
- پلنگ (۱۹۶۳)
- دیروز، امروز، فردا (۱۹۶۳)
- کتاب مقدس (۱۹۶۶)
- ساحره‌ها (۱۹۶۷)
- ارواح مردگان (۱۹۶۸)
- آب‌نبات (۱۹۶۸)
- ستیریکون (۱۹۶۹)
- راز سانتا ویتوریا (۱۹۶۹)
- مردی از لا مانتا (۱۹۷۲)
- آمارکورد (۱۹۷۳)
- حوری آسمانی (۱۹۷۵)
- کازانووای فلینی (۱۹۷۶)
- شبی پُر باران (۱۹۷۸)
- پاپای (۱۹۸۰)
- واژگونی (۱۹۸۱)
- سرخ و سیاه (۱۹۸۳)
- سازمان مخفی آسیزی (۱۹۸۵)
- سونیای سرخ (۱۹۸۵)
- جولیا و جولیا (۱۹۸۷)
- ماجراهای بارون مایچوزن (۱۹۸۸)
- گرگ (۱۹۹۴)
- سابرینا (۱۹۹۵)